# Страусове перо (заказник)
Стра́усове перо́ — ботанічний заказник місцевого значення в Україні. Об'єкт розташований на території Звягельського району Житомирської області, на північний захід від смт Городниця. 
Площа 29,2 га. Статус присвоєно 2008 року. Перебуває у віданні ДП «Городницьке ЛГ» (Городницьке лісництво, кв. 29, вид. 21, 23; кв. 28, вид. 51, 52, кв. 31, вид. 1, 2, 9, 17). 
Статус присвоєно для збереження місць зростання цінної лікарської рослини — страусове перо.